# Metamorfoz
Metamorfoz (Nederlandse vertaling: Metamorfose) is het achtste muziekalbum van de Turkse zanger Tarkan. Het album kwam op 25 december 2007 in Turkije, op 1 februari 2008 in Duitsland en op 8 februari 2008 in de rest van Europa uit. In zijn eerste week in Turkije verkocht het album meer dan 300.000 exemplaren. Tarkan schreef van alle nummers zelf de tekst.
Het album valt op door het elektronische geluid, waarbij traditionele instrumenten geen rol meer spelen. Er zijn invloeden van disco, trance en hip-hop, maar Metamorfoz blijft in tekst en zang sterk verwant aan eerdere albums. De mix van pop en Turkse melodieën, evenals het dansbare karakter zijn behouden. Opvallend is ook het nieuwe uiterlijk van Tarkan, in tweedelig zilverkleurig pak, extreem kort haar en met een baardje. Nog voor de release was het album op nummer één van diverse internetverkoopsites gekomen. Op oudejaarsavond werden zes nummers gepresenteerd tijdens een grote show van de Turkse staatszender TRT. Tegelijkertijd met de nieuwe look, het nieuwe album en de nieuwe website, wordt er voor het eerst een internationale officiële fanclub gelanceerd, genaamd Tarkaninternational.
Van Vay Anam Vay is een videoclip en single opgenomen. Daarnaast zijn van de nummers Pare Pare en Aradi Bir singles uitgebracht.

## Tracklist
De tien nummers van Metamorfoz met daarachter de duur van het nummer en de Nederlandse vertaling van de titel:
1. "Vay Anam Vay" – 4:05; Mijn hemel
2. "Dilli Düdük" – 4:20; Gekkerd
3. "Arada Bir" – 3:53; Eens in de zoveel tijd
4. "İstanbul Ağlıyor" – 4:42; Istanbul huilt
5. "Hop Hop" – 4:46; Ho ho
6. "Dedikodu" – 3:12; Roddels
7. "Bam Teli" – 3:23; Bas snaar
8. "Gün Gibi" – 3:39; Als een dag
9. "Çat Kapı" – 4:16; Onverwacht
10. "Pare Pare" – 4:24; Kleine stukjes